# هونولولو سترانغلر
هونولولو سترانغلر (بالإنجليزية: Honolulu Strangler)‏ المعروف أيضاً باسم هونولولو المغتصب، هو أول سفاح مجهول الهوية في هاواي ومسؤول عن مقتل خمس نساء في هونولولو بين عامي 1985 و1986. ولم يتم القبض على القاتل.

## الضحايا

### فيكي غيل بوردي
الضحية الأولى كانت (فيكي غيل بوردي)، البالغة من العمر 25 عاماً، وهي زوجة عسكرية من غاري بوردي، وهو طيار مروحية تابعة للجيش. ذهبت إلى النوادي الليلية في وايكيكي في 29 مايو 1985، لكنها فشلت في مقابلة صديقاتها. وشوهدت للمرة الأخيرة من قبل سائق سيارة الأجرة الذي قادها إلى فندق Shorebird في تمام الساعة 12:00 ظهرًا، لاستعادة سيارتها التي تم العثور عليها في وقت لاحق في موقف سيارات الفندق. في صباح اليوم التالي، تم العثور على جثتها في جسر في بحيرة كيهي، وهي ترتدي ملابسها الصفراء. كانت يداها مقيدة خلف ظهرها، وكانت قد تعرضت للاغتصاب والاختناق. وقال زوجها للشرطة إنه يشتبه في أن وفاتها ترتبط بعمليتها في العمل وهي تعمل في متجر لتأجير الفيديو يتعامل أيضا مع فيلم إباحي، حيث تم طعن امرأتين حتى الموت منذ عام واحد.

### ريجينا ساكاموتو
الضحية الثانية كانت (ريجينا ساكاموتو) البالغة من العمر 17 عاما في الثانوية ليلهوا. قد فاتتها الحافلة من فايبو إلى المدرسة في 14 يناير 1986، وكان آخر مرة يسمعها صديقها في الساعة 7:15 صباحاً عندما اتصلت لتخبره بأنها سوف تتأخرفي 15 يناير، وتم العثور علي جثتها في بحيرة كيهيي وهي ترتدي قميصها الأزرق والأبيض، وكان جسدها السفلي عاريًا وكانت يداها مقيدة خلف ظهرها، وقد تعرضت للاغتصاب والاختناق. كانت تخطط لحضور جامعة هاواي باسيفيك في الخريف. وقد اشتبهت الشرطة في نفس القاتل بسبب نفس طريقة العمل في الجريمة .

### دينيس هيوز
أما الضحية الثالثة فكانت (دينيس هيوز) البالغة من العمر 21 عاما، وهي سكرتيرة لشركة هاتفية وكانت نشطة في كنيستها المسيحية. وهي لم تظهر في العمل في 30 يناير، وعثر عليها مقتولة في مجرى مونالوا من قبل ثلاثة صيادين صغار في 1 فبراير. كان جسمها المتحلل مكسوًا باللباس الأزرق، ملفوفًا بقماش أزرق اللون، ويديها مقيدة. ولقد تعرضت للاعتداء الجنسي والخنق. تم تأسيس فرقة عمل قاتلة في 5 فبراير.

### لويز ميديروس
كانت الضحية الرابعة (لويز ميديروس) عمرها 25 سنة. عاشت في وايباهو، لكنها ذهبت إلى كاواي لمقابلة أسرتها بسبب وفاة والدتها. استقلت ميديروس رحلة العودة في وقت متأخر من الليل إلى أواهو في 26 مارس، وأخبرت عائلتها أنها سوف تصل إلى المنزل عن طريق الحافلة من المطار. نزلت من الطائرة واختفت لويز.و تم العثور على جسدها المتحلل في 2 أبريل بالقرب من مجرى وايكلي من قبل عمال الطرق. كانت ترتدي قميصها، لكن جسدها السفلي كان عاريا، وكانت يداها مقيدة خلف ظهرها. وقد أقامت الشرطة عمليات إحاطة باستخدام شرطيات حول بحيرة كيهيي لاجون ومطار هونولولو الدولي .

### ليندا بيسي
كانت آخر ضحية معروفة لهونولولو سترانغلر هي (ليندا بيسي) البالغة من العمر 36 عاما. ووفقًا لما ذكرته زميلتها في السكن، فقد غادرت المنزل في صباح 29 أبريل ومن المتوقع رجوعها المنزل في وقت متأخر من ذلك المساء، بسبب اجتماع العمل المقرر مسبقا. و في صباح اليوم التالي، بعد أن أخبرت أن ليندا لم تحضر للعمل وأن سيارتها كانت متوقفة على جانب جسر نيميتز * H1 ، ذكرت رفيقتها أنها في عداد المفقودين. قال رجل قوقازي، هوارد غاي، للشرطة أن طبيب نفساني أخبره بأن الجثة موجودة في جزيرة ساند. في 3 مايو، أخذ المخبر الشرطة إلى مكان محدد، للعثور على أي شيء هناك. ثم فتشت الشرطة الجزيرة بأكملها ووجدت جثة بيسي. كانت عارية، مقيت يديها خلف ظهرها.

## التحقيق
- قامت شرطة هونولولو بتكوين فريق عمل من 27 شخصًا في 5 فبراير بمساعدة مكتب التحقيقات الفيدرالي (إف بي آي) وفرقة العمل في النهر الأخضر. كان القاتل شخصية انتهازية هاجمت النساء اللواتي كانت ضعيفات، كما هو الحال في محطات الحافلات، ولم يكن الشخص الذي يطارد ضحاياه. كما أنه من المحتمل أنه يعيش أو يعمل في مسرح الجريمة، كفايبو أو جزيرة الرمال.
- أقامت الشرطة حواجز على الطرق أثناء مقتل بيسي لاستجواب الركاب الاعتياديين. وجاء الشهود قائلين انهم شاهدوا سيارة نقل ساطعة اللون ورجل قوقازي أو مختلط السلالة مع سيارة بيسي.
- بعد اكتشاف جثة بيسي، ألقت الشرطة القبض على المخبر في 9 مايو باعتباره المشتبه الرئيسي. ووصفت زوجته السابقة وصديقته المشتبه به بأنه يتحدث بلطف. وقدموا أيضا دليلا يحتمل أن يكونوا متورطين، حيث أشار كلاهما إلى ممارسة نشاط الاستعباد، مما سمح له بربطهم وممارسة الجنس بأيديهم مقيدة خلف ظهورهم.
- وتربط صديقته الأحداث بالتأكيد على أنه أفي ليالي شجارهما، كان يغادر المنزل، وكانت تلك الليالي نفسها التي وقعت فيها جرائم القتل. كان المشتبه به يعيش في إيوا بيتش وكان يعمل ميكانيكيًا في إحدى شركات الشحن الجوي على طول لاغون درايف. بين الساعة 8:00 مساءً و 3:00 صباحًا، تم استجواب المشتبه به، وفشل في إجراء اختبار كشف الكذب وأطلق سراحه في النهاية.
- الشرطة تتبعت المشتبه فيه وأعلنت عن مكافأة مقدارها 25000$  أقرتها مؤسسات خاصة. بعد مضي شهرين على اعتقال المشتبه فيه، جاءت امرأة وادعت أنها رأت بيسي مع  رجل ليلة مقتلها. والتقطت المشتبه فيه بصورة. ولم ترغب أن تكون شاهدة بسبب تيقنها أنه شاهدها أيضآ.

## وسائل الإعلام
- تمت تغطية القضية من قبل Casefile True Crime Podcast في 7 أكتوبر 2017 ؛ وكذلك من خلال برنامج قناة ديسكفري ديسكفري ID) Breaking Homicide ، في 13 مايو2018.[3]
- تمت تغطية القضية من قِبل My Favorite Murder Podcast في 12 يوليو 2018.